# Danse de salon

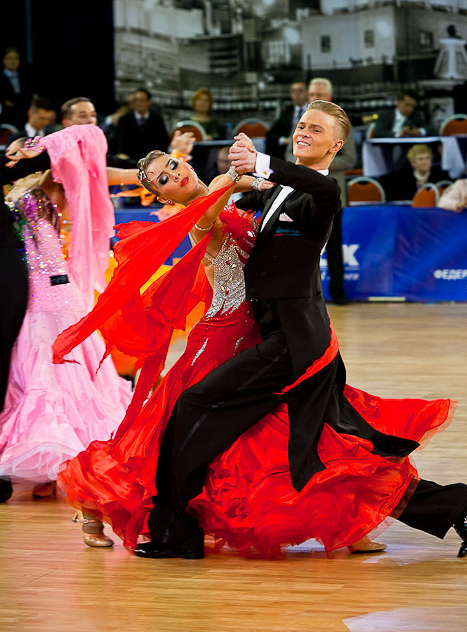
Danse de salon.

Le terme danses de salon est le terme utilisé, après 1950, pour différencier les danses existantes du rock'n'roll naissant. Ce sont les danses pratiquées dans les salons, bals, soirées, guinguettes et thés dansants.
Elles se regroupaient à l'époque sous deux appellations : « danses anciennes et classiques » et « danses modernes ». Elles pouvaient être collectives, se danser à deux ou en solo.
Aujourd'hui, pratiquée par de très nombreux amateurs, elle fait également l'objet de nombreux concours souvent professionnels, particulièrement pour la variante très compétitive de la danse sportive.

## Origines
Les danses de salon sont le plus souvent issues de danses traditionnelles ou folkloriques de rythmes et de pas caractéristiques, provenant de diverses régions ou pays. Au cours du temps, des modes et des générations, chacune d'elles évolue, se transforme, s'entrecroise, donnant de nouvelles variantes, créant de nouveaux mouvements.
Leurs origines sont donc diverses et chaque région du monde a pu développer des danses de salon devenues universelles, comme :
- en Europe centrale : la valse, la polka, la mazurka ;
- en France : la sauteuse, la java, la valse musette, le bebop ; le zouk
- dans les pays anglo-saxons : le quickstep, le slow fox, le foxtrot, le boston, les swings ;
- en Espagne : le paso doble, le boléro, la séguédille, le flamenco, la sévillane ;
- en Uruguay et Argentine : le tango ;
- à Cuba et au Brésil : le cha-cha-cha, la samba, la rumba, le mambo la lambada, le forró, le pagode ou la samba de gafieira ;

Ces danses sont encore aujourd’hui les danses les plus pratiquées dans les bals, thés dansants et autres guinguettes.
La valse, le tango et le paso doble ont connu des variantes musettes dans la première moitié du XXe siècle : valse musette, tango musette et paso musette.
Avec les danses rock/swing apparues en 1950 et les danses latino apparues après 1950, elles font partie des danses de société.
Depuis quelques années les danses de salon ont été "modernisées" grâce à diverses émissions de télévision telles que Danse avec les stars et So You Think You Can Dance.

## Danses de salon traditionnelles
Sous l'appellation « danses anciennes et classiques » ou « danses historiques » les danses les plus anciennes telles que : la polka, l'ostendaise, la berline, la landaise, la badoise, la gigue, la gavotte, le quadrille, la marche, la mazurka, la scottish (américaine ou espagnole, glissée ou valsée), la valse, le pas de quatre…

## Danses de salon contemporaines
Sous l'appellation « danses modernes » la plupart des danses à deux plus récentes telles que le one-step, le slow fox ou foxtrot, le quickstep, le tango, le boston, la valse anglaise, le paso doble, la rumba. Elles comportent aussi des danses individuelles comme le charleston et le madison.

## Danses sportives

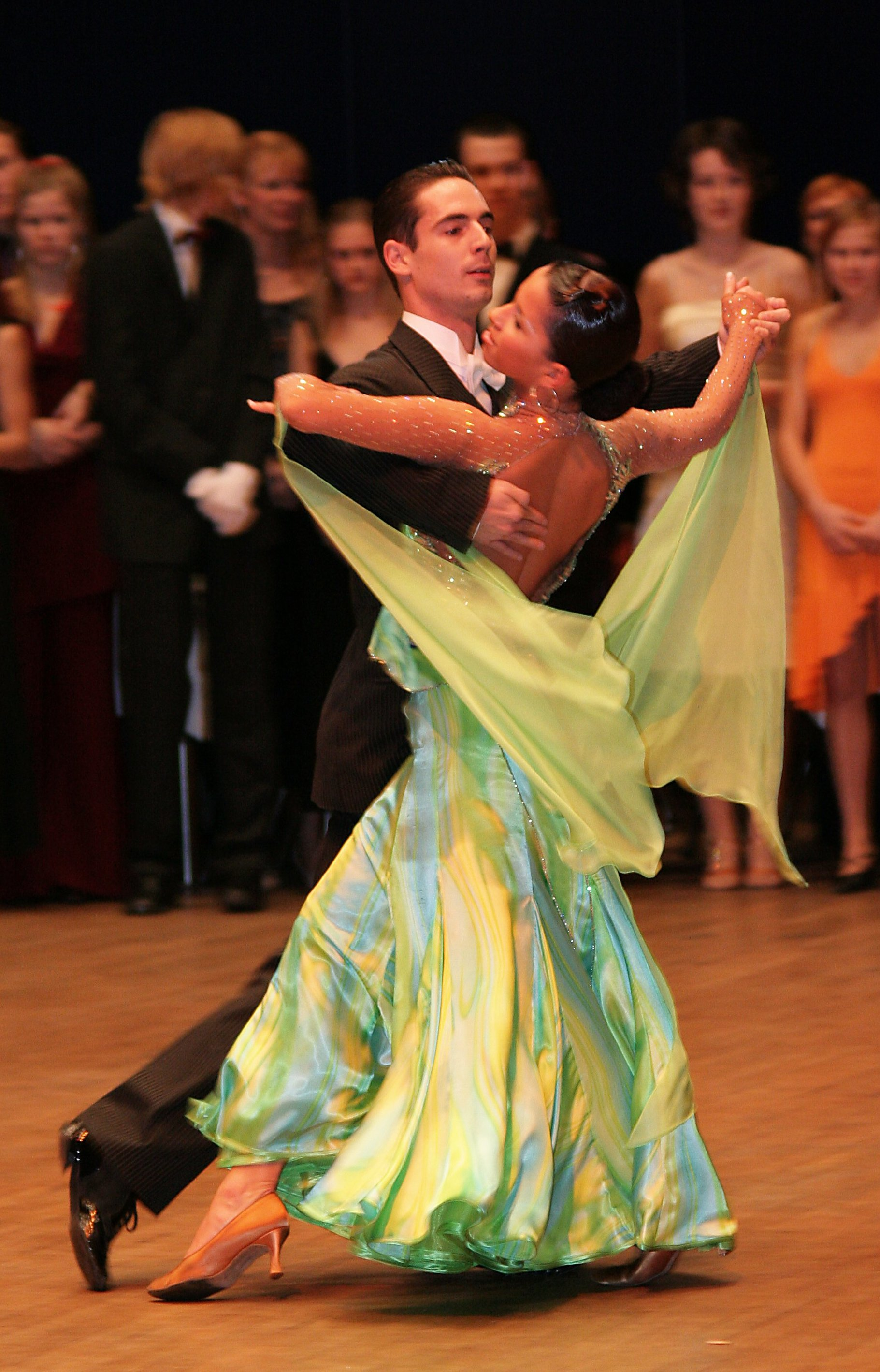
Démonstration de danse au palais des Congrès de Prague.

Les versions internationales des figures des danses sportives ont été codifiées par les Anglais. Elles sont au nombre de dix, regroupées dans deux catégories : les danses standard et les danses latines. L'Amérique du Nord possède également ses propres versions de ces danses, séparées en catégories Smooth (équivalent des danses standard) et Rhythm (équivalent des danses latine).

### Danses standard
- Valse lente (ou valse anglaise)
- Valse viennoise
- Tango (de salon) (différent du tango argentin). En dépit de ses origines argentines, le tango est une danse standard, et non une danse latine.
- Quickstep
- Slow fox

Particularités des danses standard :
- Elles se dansent en avançant le talon à chaque nouveau pas.
- le couple est en position fermée (les deux partenaires sont fermement en contact, avec ce que l'on appelle un « cadre »), car une partie du guidage du danseur se fait via le corps ; notamment le démarrage. C'est cette position en contact qui a fait scandale au XIXe siècle lors du développement de la valse.
- Il est interdit d'ajouter ses propres figures aux figures codifiées.

### Danses latines américaines
- Samba
- Cha-cha-cha (appelé couramment Cha-cha)
- Rumba
- Paso doble
- Jive

Particularités des danses latines américaines :
- Elles se dansent en avançant la pointe du pied à chaque nouveau pas.
- Le couple est en position ouverte : bien que face à face, les deux partenaires sont un peu écartés l'un de l'autre (ils ne sont pas en contact)
- Chacun peut ajouter ses propres figures aux figures codifiées.

### DansesSmoothaméricaines
- Valse (de style américain)
- Tango de salon (de style américain)
- Foxtrot
- Valse viennoise (de style américain)

### DansesRhythmaméricaines
- Cha-cha-cha (de style américain)
- Rumba (de style américain)
- East Coast Swing
- Boléro
- Mambo

## Technique
La danse se décompose en :
- Un « pas de base » qui est uniquement généré par les jambes. Ce pas de base est généralement calé sur la musique (3 temps pour la valse, 4 temps pour le paso doble, cha-cha-cha, 8 pour le lindy hop…)
- Des mouvements de corps, appelés « passes » ou « enchaînements », guidés par un des danseurs. Ces mouvements commencent sur le premier temps du pas de base et s'étalent généralement sur toute sa durée (mais peuvent parfois déborder comme en rock)
- Une posture, un style adapté à la danse (toréador en paso, swing en lindy, spectacle en rock acrobatique…)

Une danse suit la musique. Aussi on pourra remarquer des arrêts (breaks) pour certaines d'entre elles : les deux danseurs s'arrêtent simultanément de danser quand il y a une pause dans la musique. On pourra aussi apercevoir l'interprétation des danseurs, qui communiquent entre eux et avec la musique.
Enfin, certains danseurs mettent souvent de l'application dans les finaux pour s'arrêter en même temps que la fin d'un morceau. Cet arrêt est facilité sur les musiques dont la phrase musicale se fait sur un nombre particuliers de mesures musicales. C'est par exemple le cas de la valse, qui bien qu'à 3 temps, comporte toujours des phrases musicales de 8 mesures.
La plupart des danses de salon se dansent selon une ligne de danse pour faciliter le déplacement des couples dans la salle. À l'exception du cha-cha-cha, de la rumba et du jive qui ignorent cette notion.

## Particularités des différentes danses

### Le tango en danse de salon
Après les années 1920, Le tango, nouvelle danse venue d'Argentine, s'est beaucoup plus développé en Argentine qu'en occident où il est alors devenu une des danses les plus populaires parmi les danses de salon.
Ce tango de salon, en Europe, fut le plus connu et le plus pratiqué pendant 60 ans, jusque dans les années 1990. Depuis la renaissance du tango rioplatense (aussi qualifié d'« argentin »), aujourd’hui, dans le monde, quand on parle du "tango", sans qualificatif, il s'agit presque toujours du tango rioplatense. Sinon, pour parler du tango associé aux danses de salon, on dit généralement tango de salon (à ne pas confondre avec le style tango salon, un style des années 1940 du Rio de la Plata).
Le tango de salon est constitué, comme les autres danses de salon, d'une succession de séquences, où les bustes restent assez droits. (Le tango du Rio de la Plata, quant à lui, est une danse d'improvisation, où aucun pas et aucune séquence ne se répète et où l'abrazo peut prendre différentes formes).

### Le tango en compétition

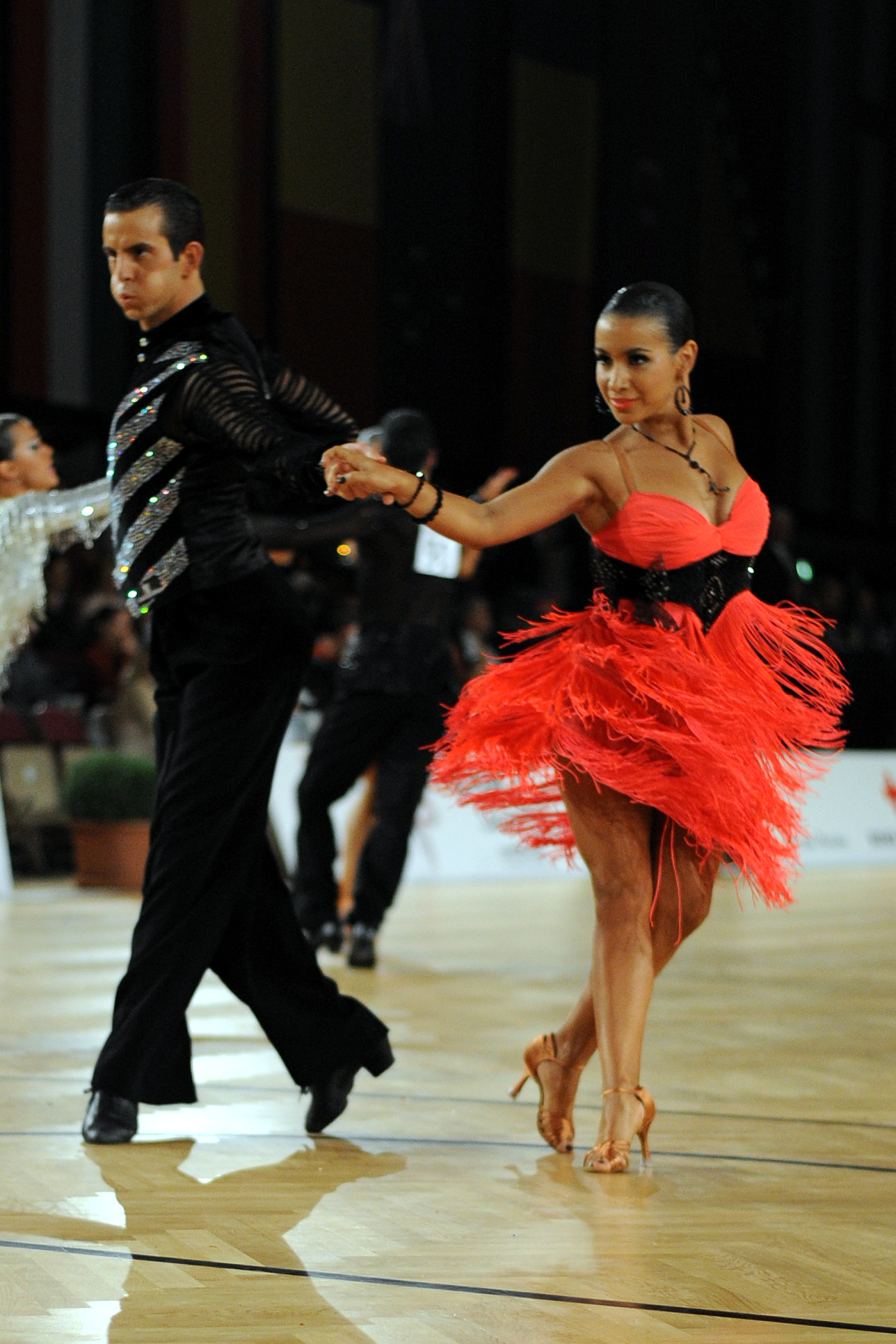
Les adultes dansent la danse cha-cha-cha lors de compétitions.

En compétition de danse sportive, le tango est une danse progressive comme la valse. (style international standardisé dans les années 1920)
La tenue du tango de compétition dit «style international», est totalement différente de celle du tango argentin ou rioplatense, au niveau du corps, des bras et des jambes. Le tango argentin est social, improvisé, alors que le tango «style international» est réglé et codifié pour permettre la compétition.
Avec la renaissance du tango rioplatense, certains danseurs de compétition ont tendance à intégrer plus de motifs improvisés dans leurs compositions.

## Niveau de difficulté des différentes danses
Avec une approche du temps d'apprentissage pour une pratique élémentaire ou courante. Difficulté variant de 1=très facile à 10=très difficile. Notons que les niveaux de difficultés et surtout les temps d'apprentissages indiqués ci-dessous sont des valeurs indicatives et dépendent beaucoup des préférences personnelles, des capacités d'apprentissage et de la condition physique de chaque danseur, voire de sa personnalité.
| Danse                        | Difficulté* | Apprent. pour pratique élémentaire* | Apprent. pour pratique courante* | Observations                                                                                      |
| ---------------------------- | ----------- | ----------------------------------- | -------------------------------- | ------------------------------------------------------------------------------------------------- |
| Valse lente / Valse anglaise | 6           | 5 h                                 | 15 h                             | Nécessite une grande piste de danse.                                                              |
| Valse viennoise              | 4           | 3 h                                 | 10 h                             | Nécessite une grande piste de danse.                                                              |
| Tango (de salon)             | 5           | 4 h                                 | 6 h                              | Nécessite une grande piste de danse. Sa technique est très différente de celle du tango argentin. |
| Quickstep                    | 8           | 8 h                                 | 16 h                             | Nécessite une grande piste de danse.                                                              |
| Slow fox                     | 9           | 10 h                                | 20 h                             | Nécessite une grande piste de danse. Réputée plus difficile.                                      |
| Rumba                        | 4           | 4 h                                 | 8 h                              | Similaire à du cha-cha-cha lent de premier abord, mais ne doit pas être dansée comme tel.         |
| Cha-cha-cha                  | 2           | 1 h                                 | 5 h                              | Similaire à de la rumba rapide de premier abord, mais ne doit pas être dansé comme telle.         |
| Paso Doble                   | 1           | 15 min                              | 2 h                              | La structure de la musique est particulière et moins régulière que celle des autres danses.       |
| Samba                        | 5           | 3 h                                 | 5 h                              | Requiert des mouvements rebondissants absents dans les autres danses.                             |
| Jive                         | 7           | 5 h                                 | 15 h                             | Comporte certaines similarités avec le rock à six temps.                                          |

| Danse                  | Difficulté* | Apprent. pour pratique élémentaire* | Apprent. pour pratique courante* | Observations                  |
| ---------------------- | ----------- | ----------------------------------- | -------------------------------- | ----------------------------- |
| Rock (non acrobatique) | 6           | 5 h                                 | 15 h                             | De nombreuses formes existent |
| Madison                | 1           | 15 min                              | 1 h                              | Danse en ligne                |
| Java                   | 4           | 2 h                                 | 4 h                              | Proche de la valse musette    |

* Valeurs indicatives.

## Films sur la danse de salon
- L'Acrobate de Jean-Daniel Pollet (1976), avec Claude Melki et Guy Marchand
- Le Bal d'Ettore Scola (1983), qui montre un dancing de 1936 à 1983
- Dirty Dancing d'Emile Ardolino (1987), avec Patrick Swayze et Jennifer Grey
- Ballroom Dancing de Baz Luhrmann (1992)
- La Leçon de tango de Sally Potter (1998)
- Assassination Tango de Robert Duvall (2002)
- Shall We Dance? de Peter Chelsom (2004), avec Richard Gere et Jennifer Lopez, ou la tentation d'un cadre par l'apprentissage de la danse de salon
- Je ne suis pas là pour être aimé de Stéphane Brizé (2005), où un comptable (joué par Patrick Chesnais) très triste s'épanouit dans des cours de tango
- Innocent Steps de Park Young-hoon (2005), avec Moon Geun-yeong et Park Geon Hyeong
- Dance with Me de Liz Friedlander (2006) avec Antonio Banderas
- Welcome to the Ballroom de Tomo Takeuchi (sortie en 2017)
- L'Arche russe d'Alexandre Sokourov (sortie en 2002)
- Pride and Prejudice d'Andrew Davies (sortie en 1995), British television drama,  d'après Jane Austen (1813), avec Jennifer Ehle et Colin Firth.